# カカオ (企業)
株式会社 カカオ（朝: 주식회사 카카오、英: Kakao Corp.）は、韓国のインターネットサービス会社である。韓国第2位のインターネットポータルサイト「ダウム」や韓国最大の無料通話メッセンジャーアプリ「カカオトーク」などを国内外に展開している。

ダウム・コミュニケーションズのロゴ (2013–2025)

ダウムカカオのロゴ

2014年10月1日に「ダウム」を運営するダウム・コミュニケーションズと「カカオトーク」を運営するカカオが合併したことによって「ダウムカカオ」として発足した。2015年9月1日「カカオ」に社名変更し現在に至る。

## 沿革
1995年
- 2月16日 - 李在雄（朝鮮語版）（イ・ジェウン）、朴建希（パク・ゴンヒ）、イ・テッキョンが「ダウム・コミュニケーションズ（Daum Communications Corp.）」を設立[4]

1996年
- 5月 - 映画情報提供サービス「Cynema」を開始[5]
- 11月 - 旅行専門インターネットサービス「Tour World」を開始
- 11月 - ウェブマガジン「Ch10」を開始

1997年
- 5月 - 無料のウェブメールサービス「hanmail.net（現 ダウムメール）」を開始
- 5月 - 24/7 Mediaとの合弁会社「24/7 Media Korea（現 MezzoMedia）」を設立
- 6月 - デイコムと戦略的提携を締結
- 7月 - アメリカのリアルネットワークスと事業提携を締結

1999年
- 1月 - ウェブメールホスティングサービス「ezHOME」を開始
- 6月 - ドイツベルテルスマンと戦略的提携を締結
- 6月 - ストリーミングホスティングサービス「Hancast」を開始
- 7月 - hanmail.netをリニューアルし、ポータルサイト「ダウム」を開始
- 11月11日 - KOSDAQに上場
- 12月 - オンラインコミュニティ「ダウムカフェ」、ライブチャットサービス「dTop（ダウムデスクトップ）」を開始[6][7]

2000年
- 1月 - ドイツの検索エンジンFireballとの共同開発による検索サービスを開始[8]
- 2月 - LGテレコムと戦略的提携を締結
- 6月 - UIN Communicationsの買収を完了[9]
- 3月 - EC事業強化のためLGホームショッピングと戦略的提携を締結
- 7月 - 「ダウムソフト（現 VAIV ）」を設立[10]
- 7月 - 金融情報サービスを開始
- 8月 - ガイアックスと合弁会社「ダウムジャパン」を設立
- 9月 - インターネット放送サービス「ダウムキャスト」を開始
- 10月 - サムスンキャピタルと戦略的提携を締結

2001年
- 5月 - 検索エンジンのインクトミと戦略的提携を締結
- 7月 - 「ダウムギフト券」を開始
- 8月 - JYPエンターテインメントを買収

2002年
- 3月 - アバターサービスを開始[11]
- 11月 - KTFと広告事業提携を締結

2003年
- 1月 - 検索連動型広告のオーバーチュアとサービス提携を締結
- 2月 - 韓国コカ・コーラと戦略的提携を締結
- 3月 - 検索エンジンのGoogleと提携を締結
- 3月 - 「ダウムメディア」を開始
- 11月 - 「ダウム就職」と「ダウムゲーム」を法人として設立
- 11月 - LG火災海上保険と「ダイレクトライン（現 BNP PARIBAS CARDIF）」を設立し、オンライン自動車保険事業に参入

2004年
- 4月 - オンライン専用漫画雑誌を創刊[12]
- 5月 - ローカル検索サービスを開始
- 8月 - 個人コミュニティサービス「PLANET」開始[13]
- 9月 - パワードコムとの合弁会社「TAON」を設立
- 10月 - アメリカのライコスを買収[14]
- 12月 - 音楽ポータルを開始

2005年
- 1月 - Skypeと戦略的提携を締結
- 2月 - ブログサービスを開始
- 3月 - ONKETを買収し、マーケットプレイス事業に参入
- 3月 - CJインターネットと検索・ゲーム事業提携を締結
- 3月 - アメリカのOeron Mediaと戦略的提携を締結
- 4月 - 韓国ヤクルトと戦略的提携を締結

2006年
- 2月 - 済州島社屋「ダウムグローバルメディアセンター」を開設
- 2月 - 代表取締役に李在雄（イ・ジェウン）とソク・ジョンフンを選任
- 4月 - EC事業部門であるd＆shopの人的分割により「ダウムコマース」を設立
- 12月 - GoogleとCPC代行契約を締結
- 12月 - サムスンSDSの元エンジニアで、韓国のIT企業NHN（現 NAVER）ハンゲームの創設者であり、NHNの元CEOであるキム・ボムスが、カカオの前身となる「IWILAB」を設立

2007年
- 1月 - 動画共有サービス「Daum TV Pot」を開始
- 7月 - ブログサービス「Tistory」の営業権を取得
- 9月 - 代表取締役から李在雄（イ・ジェウン）が退任

2008年
- 3月 - ダウムダイレクト自動車保険（現 現 BNP PARIBAS CARDIF）をERGOに売却

2009年
- 1月 - ヤフーコリアと検索広告提携締結を締結[15]
- 3月 - 代表取締役に崔世勲（チェ・セフン）を選任
- 5月 - ネオウィズゲームズとゲーム事業提携を締結
- 12月 - Microsoft Bingと検索サービス協力提携を締結

2010年
- 6月 - モバイルメッセンジャー「マイピープル」を発表
- 9月 - QRコード認識アプリケーション会社intomosを買収[16]
- 3月18日 - 無料通話メッセンジャーアプリ「カカオトーク」を開始
- 9月 - IWILABを「カカオ（Kakao Corp.）」へと社名変更
- 11月 - namuコミュニケーションズをMediaWillに売却
- 11月 - モバイル広告プラットフォーム「Ad@m」を発売

2011年
- 1月 - Twitterと戦略的提携を締結[17]
- 4月 - ローカルマーケティング専門会社マイワンカードを買収
- 6月 - SKコミュニケーションズと戦略的検索広告代行契約を締結
- 7月26日 - 日本法人「カカオジャパン」を設立
- 8月 - デジタルサイネージ会社Fingertouchを買収
- 11月 - DeNAとモバイルゲームプラットフォームの共同構築協約を締結
- 12月 - オンラインゲーム会社OnNetを買収

2012年
- 2月 - DeNAとの合弁事業のモバイルゲームプラットフォーム「ダウムモバゲー」を開始[18]
- 4月 - スマートTVプラットフォーム「Daum TV＋」発売
- 12月 - 音声認識専門会社Dialoidを買収

2013年
- 4月9日 - ウェブコミック配信サイト「カカオページ」を開始
- 7月 - モバイル広告プラットフォーム会社TNK FACTORYを買収
- 9月 - スマートフォンランチャー開発会社buzzpiaを買収

2014年
- 3月 - ヤフージャパンとの戦略的提携を通じて日本向けにホームアプリ「buzzHOME」発売
- 5月 - 「ダウムゲームズ」を設立
- 5月26日 - ダウム・コミュニケーションズとカカオの合併を発表[2][3]。合併について、カカオの李碩祐（イ・ソクウ）共同代表は「両社の競争力を統合すれば、変化するグローバル市場に対応するための強力な推進力を確保できる」と述べた[3]
- 10月1日 - ダウム・コミュニケーションズとカカオの合併を発表株式交換による合併契約を締結し、「ダウムカカオ（Daum Kakao Corp.）」へと社名変更[19][20]。合併後の存続会社はダウムであり、統合会社の本社もダウムの旧本社があった済州島に置かれたが、株式の交換比率の関係から、NHN（現 NAVER）の元CEOでカカオ創業者のキム・ボムスが筆頭株主となった[21][22]。代表取締役には崔世勲（チェ・セフン）と李碩祐（イ・ソクウ）を選任
- 12月 - Kids Noteを買収

2015年
- 1月 - 投資企業部門「Kベンチャーグループ」を設立
- 3月23日 - Kキューブベンチャーズ（現 Kakaoベンチャー）を買収[23]
- 3月 - タクシー配車サービス「カカオタクシー」を開始
- 4月 - モバイルゲームの流通チャネル「Kakao Games Shop」を開始
- 5月 - モバイルソーシャルアプリPathを買収
- 5月 - Kakao Friends CORP.（現：Kakao IX Corp.）を設立。
- 6月 - スマートフォンのカーナビアプリ「KIMGISA」を提供するLoc&Allを買収[24]
- 6月 - 動画配信サービス「カカオTV」を開始[25]
- 9月1日 - ダウムカカオを「カカオ（Kakao Corp.）」へ社名変更
- 9月 - 代表取締役に林志勳（イム・ジフン）を選任
- 11月 - Hasysを買収
- 11月 - 高級タクシー配車サービス「カカオタクシーブラック」を開始
- 11月 - インターネット銀行の予備認可取得

2016年
- 1月11日 - 音楽ストリーミング配信サービスMelOnの運営する芸能事務所LEONエンターテインメントを買収[26]
- 5月- 代行運転サービス「カカオドライバー」を開始
- 7月- 美容室予約サービス「カカオヘアショップ」を開始
- 8月- カメラアプリ「カカオトークチーズ」発売
- 9月- 「カカオマップ」を発表

2017年
- 2月 - 人工知能研究開発子会社「カカオブレイン」を設立
- 4月 - 「カカオペイ」を設立
- 7月 - KOSDAQ上場を廃止し、有価証券市場に上場
- 8月 - 「カカオモビリティ」を設立
- 10月 - カカオゲームズ・ホールディングスを吸収合併
- 11月 - カカオのゲーム事業部門を「カカオゲームズ」に統合
- 11月 - スマートスピーカー「Kakao Mini（カカオミニ）」発売

2018年
- 3月 - ブロックチェーン関連子会社「Ground X」を設立
- 3月 - カカオモビリティが相乗りスタートアップのLUXIを買収
- 3月 - カカオページ事業部門を「ポドツリー（現 カカオエンターテインメント）」へ現物出資契約により譲渡
- 3月16日 - 代表取締役にヨ・ミンスとチョ・スヨンを選任
- 3月23日 - LOENエンターテインメント（現 エム・カンパニー）を「カカオM」へと社名変更[27]
- 9月 - カカオMを合併し、カカオMを上場廃止
- 11月 - 新設したカカオMにカカオM事業の営業権を譲渡[28]
- 11月 - スマートホームサービス「カカオホーム」を開始
- 12月 - インドネシアのコンテンツ企業「NeoBazar（ネオバザール）」を買収
- 12月 - カカオのコマース事業部門を分割して「カカオコマース」を設立[29]

2019年
- 12月 - カカオの人工知能研究所AI LABをカカオエンタープライズへ現物出資契約により譲渡

2020年
- 9月10日 - カカオゲームズ（朝: ㈜카카오게임즈がKOSDAQに上場[30]
- 11月 - カカオIXのライセンス事業部門を吸収

2021年
- 3月 - カカオページがカカオMを吸収合併し、法人を「カカオエンターテインメント」へ社名変更
- 7月 - カカオコマースのスタイル事業部門を分割してCroquis Inc.（朝: 크로키닷컴 주식회사）へ合併し、法人を「Kakao Style Corp.（朝: (주) 카카오스타일）」に社名変更[31]
- 7月 - MelOnサービス事業を分割して「Melon Company Corp.（朝: (주)멜론컴퍼니는）」を設立[32]
- 8月6日 - カカオバンク（朝: ㈜카카오뱅크）が韓国取引所に上場[33]
- 9月 - カカオコマースを吸収合併[34]
- 9月 - カカオエンターテインメントがMelOn Companyを吸収合併[35]
- 11月3日 - カカオペイ（朝: (주)카카오페이）が韓国取引所に上場[36]

2022年

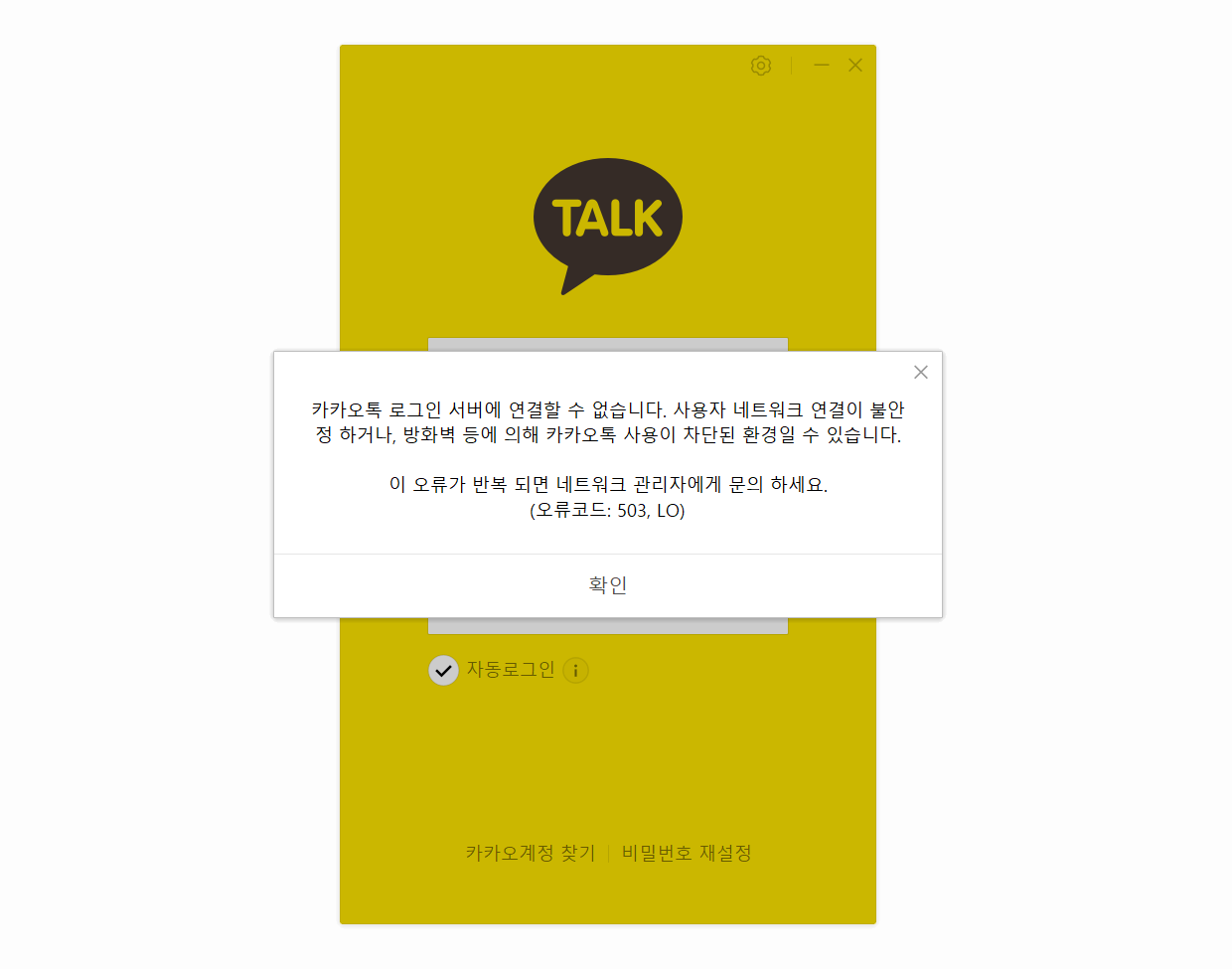
2022年10月15日午後3時33分でのカカオトークのHTTP 503エラー表示

- 3月29日 - 代表取締役に南宮氏（ナムグン・フン）を選任
- 7月14日 - 代表取締役に洪銀沢（ホン・ウンテク）が就任しナムグン・フンとの共同代表体制となる。
- 10月15日 - 午後3時33分ごろ、京畿道城南市の板橋テクノバレーにあるデータセンターで発生した火災により、カカオとネイバーのサービスで大規模な通信障害が発生した。特にカカオは3万2千台のサーバが停止し、カカオトークなどの主要サービスが中断した[37][38]。（2022年SK C&Cデータセンター火災（朝鮮語版））
- 10月19日 - 上記の火災によりナムグン・フン代表が辞任し、ホン・ウンテクの単独代表体制となった[39]。

2023年
- 1月 - Radish Media, Inc.がTapas Media, Inc.を吸収合併し、「Tapas entertainment」へ社名変更[40]。
- 3月 - エスエム・エンタテインメントの株式を取得し、連結グループ会社化[41]。

2024年
- 5月 - カカオスペース（朝: ㈜카카오스페이스）を吸収合併[42]
- 6月 - カカオブレイン（朝: (주)카카오브레인）のAI関連事業を譲受[43]
- 12月 - Daum Global Holdings（ダウム・グローバル・ホールディングス）（朝: (주)다음글로벌홀딩스）を吸収合併[44]

## 主なサービス

### カカオトーク
- カカオトーク - 無料通話メッセンジャーアプリケーション
- カカオトークチャンネル
- KakaoEmoticon
- カカオトークオーダー
- KakaoMail
- カカオトークウォレット
- KakaoCon

### コミュニケーション
- ダウム
- ダウムカフェ - ファンカフェ
- Tistory - ブログサービス
- brunchstory - ブログサービス
- カカオストーリー - 画像・動画・音楽共有サービス

### ライフ
- カカオバンク
- カカオペイ - 電子決済サービス
- KakaoHairshop
- Hey Kakao
- カカオT - 近距離タクシーやカーナビゲーションシステムを提供するアプリケーション
- Kakao Navi
- Kakao Map
- KakaoKids
- Kakao games - ビデオゲーム

### エンターテインメント
- Kakao Page - 韓国のウェブトゥーン・ウェブ小説・電子書籍プラットフォーム
- KakaoPage Stage - 韓国のウェブ小説サイト
- KAKAO WEBTOON（旧：Daum Webtoon） - 韓国・タイ向けウェブトゥーンプラットフォーム
- Tapas - 英語圏向けウェブコミック・ウェブ小説プラットフォーム
- Radish Fiction - 英語圏向けロマンス小説アプリ
- WUXIAWORLD - 中国と韓国のファンタジー小説を英語圏向けに配信するウェブ小説プラットフォーム
- ピッコマ - 日本向け電子マンガ・ノベルサービス
- MelOn - 音楽ストリーミングサービス
- KakaoTV - 公式動画・公式生放送・個人放送・個人動画の動画配信サービス
- カカオフレンズ - キャラクターコンテンツ
- Niniz - キャラクターコンテンツ

### コマース
- カカオトークショッピング
  - Kakao Shopping Live - ライブコマースサービス
- KakaoTalk Gift
- ファッション by Kakao（旧：kakao Style）
- ショッピングハウ（旧：Daumショッピングハウ） - 価格比較・ショッピング仲介サービス
- Kakao Makers - 受注生産と共同購入のプラットフォーム

### AI ・ブロックチェーン
- Kakao i Cloud
- Klip

### ビジネス
- Kakao i Connect
- Kakao Work
- agit
- Kakao business

### ソーシャルインパクト
- Kakao Together - CSRプラットフォーム
- カカオプロジェクト100

### その他
- ダウムメール
- PotPlayer - Windows向けのメディアプレーヤー
- KakaoMetro - 地下鉄ナビゲーションアプリ
- カカオT代行 - 運転代行サービス
- カカオT駐車
- カカオバス - バスの運行状況などを配信するアプリケーション
- Kakao Home
- Melon Ticket
- Melon Aztalk

## 主な系列会社
- カカオエンターテインメント（朝: (주)카카오엔터테인먼트）（73.64%） - デジタル・音楽・映像コンテンツ事業、プラットフォーム事業
  - SAMYANG C&C（朝: (주)삼양씨앤씨） - ウェブ小説・ウェブトゥーン制作会社、2017年12月三陽出版社の人的分割により設立
  - PT. Neo Bazar Indonesia
  - Daon Creative（朝: (주)다온크리에이티브）（73.67％） - 電子出版業
  - Feelyeon Management（朝: (주)필연매니지먼트）（72.74％） - 小説出版
  - intime（朝: (주)인타임）（70.0％）  - ウェブ漫画・ウェブ小説のマネージメント会社（代表作「月光彫刻師」「GoGG〜神のゲームの神〜」）
  - 破壊研究所（朝: (주)파괴연구소）（79.0％） - 映像制作会社
  - KWBOOKS（朝: (주)케이더블유북스）（50.5％）- 出版業、「KW BOOKS」「CL Production」「CARROTOON」「파란달」「LEIC」、紙本ブランド「위치북」、紙本ブランド「FineToon」等のインプリントを持つ
  - STARSHIPエンターテインメント（朝: (주)스타쉽엔터테인먼트）（59.73％） - レコード制作・マネジメント事業
    - SHOWNOTE（朝: (주)쇼노트） - ライブ企画会社

  - ISTエンターテインメント（朝: ㈜아이에스티엔터테인먼트） - レコード制作・マネジメント事業
  - MEGA MONSTER（朝: 메가몬스터(주)）（94.14％） - ドラマ制作・芸能番組会社
  - J,WIDEカンパニー（朝: (주)제이와이드컴퍼니） - 芸能事務所
  - READYエンターテインメント（朝: (주)레디엔터테인먼트） - モデル事務所
  - BHエンターテインメント（朝: (주)비에이치엔터테인먼트） - 芸能事務所
  - マネジメントSOOP（朝: (주)숲엔터테인먼트） - 芸能事務所
  - awesome.ent（朝: (주)어썸이엔티） - 芸能事務所
  - MOONLIGHT FILM（朝: (주)영화사월광）（81.00％） - 映画制作会社（代表作「ナルコの神」）
  - SANAI PICTURES（朝: (주)사나이픽처스）（81.0％） - 映画制作会社
  - VAST（朝: (주)브이에이에스티） - 芸能事務所
  - BARAM PICTURES（朝: (주)바람픽쳐스） - 放送番組制作会社
  - Story & Pictures Media（朝: (주)글앤그림미디어） - ドラマ制作会社
  - LOGOS FILM（朝: 로고스필름(주)） - ドラマ制作会社
  - 3Y CORPORATION（朝: ㈜쓰리와이코프레이션） - 放送番組制作会社
  - KAKAO ENTERTAINMENT ASIA CO.,LTD.
  - STUDIO PHEONIX CO.,LTD - VRコンテンツ開発
  - STUDIO ORANGE CO.,LTD. - アニメスタジオ
  - ANTENA（朝: ㈜안테나）- 芸能事務所
  - INISOFT（朝: ㈜아이앤아이소프트）（99.84％） - 動画配信用のサーバシステム、プレーヤー、エンコーダなどのソフトウェア製品およびDRMサービスを提供
  - Tapas Entertainment Inc.（旧 Radish Media, Inc.）（97.38%）[48] - 連載小説アプリ「Radish Fiction」と電子マンガ・ノベルサービス「Tapas」の運営
    - Tapas Entertainment Korea（朝: ㈜타파스엔터테인먼트코리아）
    - Wuxiaworld Limited - 北米向けウェブ小説サイト「WUXIAWORLD」の運営
      - WuxiaWorld Publishing USA Ltd.

  - Kiwi Vine（朝: ㈜키위바인）（80.93％） - 翻訳・通訳会社
  - Kakao Entertainment (Thailand) Ltd.
  - NEXT LEVEL STUDIO（朝: ㈜넥스트레벨스튜디오）（61.24%）
  - Glink media（朝: 글링크미디어㈜） - 広告代理店
  - GLELINE（朝: ㈜글라인）（70.0%）
  - Dolphiners Films（朝: ㈜돌고래유괴단） - 広告制作スタジオ
  - STUDIO K110（朝: 스튜디오좋 유한책임회사） - 広告制作・広告代理店
  - ZIP CINEMA（朝: ㈜영화사집） - 映画制作会社
  - EDAMエンターテインメント（朝: (주)이담엔터테인먼트）（52.5%） - 芸能事務所
  - ootb inc（朝: 오오티비㈜） - 映像制作会社
- カカオペイ（朝: (주)카카오페이）（46.88%）[49] - 生活金融事業、韓国取引所上場会社
  - KP Insurance Service Co.,Ltd（朝: 케이피보험서비스㈜）（96.39％） - 保険業
  - kakaopay securities（朝: (주)카카오페이증권）（67.39%） - 証券仲介業
  - Kakaopay Insurance（朝: ㈜카카오페이손해보험） - デジタル損害保険
  - Paymint.（朝: 페이민트㈜） (87.7%)
- カカオゲームズ（朝: ㈜카카오게임즈）（41.42％） - ゲームソフトウェアの開発とパブリッシング事業、KOSDAQ上場会社
  - カカオゲームズヨーロッパ（Kakao Games Europe B.V.）
    - Kakao Games USA, Inc.
    - GLOHOW HOLDINGS PTE. LTD（54.9%）
      - GLOHOW Co., LTD.（タイ）
      - GLOHOW Co., LTD.（台湾）
      - Glohow Joint Stock Company

  - 株式会社カカオゲームズジャパン（Kakao Games Japan Corp.） - カカオゲームズの日本法人
  - カカオVX（朝: (주)카카오브이엑스）（65.19%）
    - TAESIK MAUM GOLF. CO., LTD. - ゴルフシミュレーター販売
    - GSWING SPROTS GOODS CO., LTD. - ゴルフシミュレーター販売
    - Gaseung Development（朝: (유)가승개발）（55.0%） - ゴルフ場の開発
    - BEAGLE（朝: ㈜비글）
    - FRIENDS GOLF HOLDINGS VN JOINT STOCK COMPANY（51.00%） - ゴルフシミュレーター販売
    - TEINSVALLEY（朝: ㈜테인스밸리）

  - METABORA（旧 FriendsGames)（朝: ㈜메타보라）
    - METABORA SINGAPORE PTE. LTD.（旧 BORANETWORK）
    - METABORA GAMES - FZCO
    - NGLE（朝: (주)엔글）
      - Dalian Enge Technology Co., Ltd

  - XLGAMES（朝: (주)엑스엘게임즈）（52.8％）
  - LIONHEART STUDIO（朝: ㈜라이온하트스튜디오）（54.95%）
  - OCEAN DRIVE STUDIO（朝: ㈜오션드라이브스튜디오）
    - OCEAN DRIVE GAMES, INC.

  - Bora Ecosystem Fund LP
- カカオモビリティ（朝: (주)카카오모빌리티）（57.31％） - カカオTの運営
  - Tj Partners（朝: (주)티제이파트너스） - タクシー事業の管理および運用
    - KM one[50]（朝: (주)케이엠원） - タクシー会社
    - KM three（朝: (주)케이엠쓰리） - タクシー会社
    - KM four（朝: (주)케이엠포） - タクシー会社
    - KM five（朝: (주)케이엠파이브） - タクシー会社
    - KM six（朝: (주)케이엠식스） - タクシー会社
    - KM seven（朝: (주)케이엠세븐） - タクシー会社
    - Donggo Taxi（朝: 동고택시(주)） - タクシー会社

  - CMNP（朝: (주)씨엠엔피） - 代行運転システムの開発
    - K Drive（朝: ㈜케이드라이브）

  - KM SOLUTION（朝: (주)케이엠솔루션） - タクシーの仲介
  - KM Parking & Space（朝: (주)케이엠파킹앤스페이스）（70.00%） - 駐車管理サービス
  - RS Solutions（朝: ㈜알에스솔루션즈） - 駐車管理サービス
  - KM Park（朝: ㈜케이엠파크） - 駐車事業
  - Korea freight forwarders association Corp.（朝: (주)전국화물마당）（49.00%） - 貨物の仲介
- カカオインベストメント（朝: (주)카카오인베스트먼트） - 投資、M&A事業
  - KI SG PTE. LTD.
- 株式会社カカオピッコマ（Kakao Piccoma Corp.）（73.0%） - カカオの日本法人、電子マンガ・ノベルサービス「ピッコマ」運営
  - 株式会社ピッコマ熊本（旧：株式会社ディーケー）
  - Studio1pic Corp.（朝: (주)스튜디오 원픽）
  - 株式会社シェルパスタジオ（Sherpa Studio Corp.）（60.0%） - 電子出版業
  - Voithru Inc.（朝: ㈜보이스루）
    - 株式会社ボイスルジャパン
- SMエンタテインメント（SM Entertainment、朝: ㈜에스엠엔터테인먼트） - KOSDAQ上場会社
  - 株式会社SMEJ Holdings
    - 株式会社SM ENTERTAINMENT JAPAN - 東証グロース上場会社
      - 株式会社エブリシングジャパン

    - 株式会社SMEJ Plus

  - SM Studios（朝: ㈜에스엠스튜디오스）
    - SM Culture & Contents （朝: ㈜에스엠컬처앤콘텐츠） - KOSDAQ上場会社
      - skybottle（朝: ㈜하늘을담다） - 化粧品の製造・販売

    - KeyEast（朝: ㈜키이스트	） - ペ・ヨンジュン創立の芸能事務所、KOSDAQ上場会社
    - SM Life Design Group（朝: ㈜에스엠라이프디자인그룹） - KOSDAQ上場会社
      - MOA L&B International（朝: ㈜모아엘앤비인터내셔널）

  - DREAM MAKER ENTERTAINMENT LIMITED
    - DREAM WITH US （朝: ㈜드림위더스）
    - S.M.(Beijing) Entertainment
    - 株式会社Beyond Live Corporation
      - 株式会社Beyond Live Japan

    - DREAM MAKER ENTERTAINMENT U.S.A. INC.

  - S.M. ENTERTAINMENT USA, INC.
    - S.M. INNOVATIVE HOLDINGS, LLC
      - S.M. INNOVATIVE AMUSEMENT, LLC
      - CREATIVE SPACE DEVELOPMENT, LLC
      - CREATIVE SPACE DEVELOPMENT PROPERTY, LLC
      - CREATIVE SPACE ENTERTAINMENT, INC.
      - CREATIVE SPACE INNOVATION, LLC

  - SMTOWN PLANNER（朝: ㈜에스엠타운플래너）
  - KREATION MUSIC RIGHTS（朝: ㈜크리에이션뮤직라이츠、旧：SM Friends）
    - Kreation Music Rights Europe AB

  - Studio Realive（朝: ㈜스튜디오리얼라이브）
    - Studio A（朝: ㈜스튜디오에이）
    - STUDIO CLON（朝: ㈜스튜디오클론）
      - キャッチャーズ文化産業専門会社（朝: (유)캐쳐스문화산업전문회사）

  - SM Culture Partners（朝: ㈜에스엠컬처파트너스）
  - SM Universe（朝: ㈜에스엠유니버스）
  - SM & Kakao Entertainment America Corp.（旧：Kakao Entertainment America Corp.）
    - MADE IN KOREA MEDIA LIMITED
      - Made In Korea Music 1 ltd

  - SM BRAND MARKETING（朝: ㈜에스엠브랜드마케팅）
    - PT. SMBM INDONESIA CORPORATION
    - SM LIFESTYLE CO., LTD.
    - Urban Coconut Inc

  - 卡斯梦（上海）文化传播有限公司（朝: 카스몽문화전파유한공사）
- カカオエンタープライズ（朝: ㈜카카오엔터프라이즈）（85.10％） - AI（人工知能）関連事業
  - exntu（朝: ㈜엑슨투）
- カカオベンチャーズ（朝: ㈜카카오벤처스） - 投資、M&A事業
  - KAKAO Venture Fund（カカオ青年創業ファンド）（朝: 카카오청년창업펀드）（36.7%）
  - Kakao digital contents Fund（朝: 카카오디지털콘텐츠펀드）（27.0%）
  - Kakao Game Growth Share Fund（朝: 카카오성장나눔게임펀드）（96.7%）
- 株式会社カカオジー（Kakao G Corp.） - 日本法人、ブロックチェーン関連会社株式の所有
  - Panzea Pte. Ltd.
    - KRUST UNIVERSE PTE. LTD.
      - Ground X（朝: ㈜그라운드엑스）（95.18％）
- カカオヘルスケア（Kakao Healthcare、朝: 카카오헬스케어）
- Daum Global Holdings（ダウム・グローバル・ホールディングス）（朝: (주)다음글로벌홀딩스）
- KnWorks（朝: (주)케이앤웍스）
- DK Techin（朝: (주)디케이테크인）
- DK CHINA Co., Ltd
- Linkage Lab（朝: (주)링키지랩）
- Kakao CCVC Jeju Creative Economy Innovation Fund（朝: 카카오-씨씨브이씨 제주창조경제혁신펀드）（95.0%）
- Kakao Copilot Fund No. 1（朝: 카카오코파일럿제1호펀드）（99.1%）
- Kakao Copilot Fund No. 2（朝: 카카오코파일럿제1호펀드）（98.6%）
- Seoul Arena（朝: 서울아레나）

### 主な関係会社
- カカオバンク（朝: ㈜카카오뱅크）（27.17%） - 韓国のモバイル専業銀行[51]、韓国取引所上場会社
- カカオスタイル（朝: (주) 카카오스타일）（51.3％） - Eコマース
- NEPTUNE Corp.（朝: ㈜넵튠）(39.54%) - ゲーム会社、KOSDAQ上場会社
- D&C MEDIA（朝: ㈜디앤씨미디어）（23.13%） - 出版社、KOSDAQ上場会社

### 主な共同支配企業
- DAUM KAKAO PHILIPPINES CORP.（50.00%）

## 日本法人
株式会社カカオピッコマ（英: Kakao Piccoma Corp.）は、株式会社カカオの日本法人である。無料通話メッセンジャーアプリ「カカオトーク」の日本語版や、ウェブコミック配信サイト「ピッコマ」の運営を手掛けている。
- 2010年10月 - 無料通話メッセンジャーアプリ「カカオトーク日本語版」の運営を開始[53]
- 2011年7月26日 - 株式会社カカオジャパンを設立
- 2012年10月 - ヤフージャパンと資本業務提携により合弁会社化（2014年11月にヤフージャパンとの資本提携を解消）[54]
- 2016年4月 - スマートデバイス向けのウェブ漫画・小説配信アプリケーション「ピッコマ」の運営を開始[55]
- 2018年7月 - 動画配信サービス「ピッコマTV」の提供を開始（2019年12月16日をもってサービスを終了）[56]
- 2021年9月 - ピッコマヨーロッパ（piccoma europe）」法人を設立[57]
- 2021年11月11日 - 社名を株式会社カカオジャパンから株式会社カカオピッコマに変更[58]
- 2022年3月 - フランスで「ピッコマ」サービス提供開始[57]
- 2022年4月1日 - 株式会社サクラエクスチェンジビットコインを子会社化（2021年11月30日Binanceへ売却）[59]
- 2022年10月 - Voithru Inc.を子会社化
- 2022年11月 - ピッコマ初のノベルコンテスト「ピッコマノベルズ大賞」スタート[60]

- 2022年12月11日 - 株式会社ピッコミックスを吸収合併[61]
- 2023年12月4日 - 本社を麻布台ヒルズ森JPタワー25階に移転[62]
- 2024年1月 - 電子マンガの単一プラットフォームとして世界で唯一「年間取引金額1,000億円突破」と「日本アプリ市場消費者支出1位」を同時達成[63]
- 2024年5月 - フランスを含むヨーロッパ事業より撤退[64]
- 2024年12月16日 - KADOKAWAとカカオピッコマが共同開発の電子マンガマガジン「MANGAバル」サービス開始[65]

## 通信傍受問題
2014年、ダウムカカオが韓国の情報捜査機関へカカオトークの一部利用者の対話内容を提供していたことが明らかになった。ダウムカカオは、2013年から2014年上半期の間に、リアルタイムで傍受する「傍受令状」を147件、過去の対話記録を提出する「押収捜索令状」を4807件受け取り、それぞれ130件超、3800件超を処理した。
同年10月16日、李碩祐共同代表が利用者に対して謝罪し、今後は傍受令状に応じないことを表明したところ、検察関係者は、「裁判所の令状執行を拒否するのは明白な公務執行妨害であり現行犯で処罰できる」と発言した。
しかし翌年10月7日、カカオは検察への協力を再開した。同月14日、韓国における司法の最高機関である大法院は、「傍受令状の執行を委託されたカカオが、サーバーに保存された対話内容を抽出して一定周期で捜査機関に提供したのは違法である」とし、李共同代表とほか2人に懲役2年、資格停止3年を判決した。
最高検察庁は同日、「殺人、強盗、性的暴力、国家保安法違反など重大犯罪を捜査するためにも通信傍受は必要であり、大法院が見解を変更しない場合は、立法的、技術的補完が必要である」と判決に不満を示したが、カカオは再度傍受令状に応じないと言明した。
これらを受け、カカオトーク利用者の間では、情報捜査機関の傍受を嫌い海外のサーバーを利用する対話アプリに移る動きが強まり、韓国で社会現象となった。

## 先端技術産業
2017年の第3四半期に、カカオは自然言語処理能力を用いた秘書機能アプリケーションソフトウェアの開発の開始を発表し、同年9月18日に人工知能（Al）プラットフォーム「Kakao I」を搭載したスマートスピーカー「Kakao mini（カカオミニ）」の予約販売を開始した。
ウェイクワードは「hey,Kakao」で、同社が提供するMelOnからの音楽ストリーミングをサポートしている。また、カカオトークのメッセージの送信や受信メッセージを確認することができ、タクシーの呼び出し、スマートホームデバイスの対応も予定されている。
韓国企業のサムスン電子や米国企業のAppleが同様のサービスを始めており、この分野における競争が激化している。

## ICO事業
2018年3月8日、ブロックチェーン技術に重点をおいた子会社「カカオブロックチェーン（仮称）」を設立し、ICOの分野へ参入することを発表した。
韓国では、2017年9月29日より新規仮想通貨公開が全面禁止されているため、韓国国外でICOを進めた後に韓国の主要取引サイトで売買できるようにするとみられている。